# Huile végétale bromée

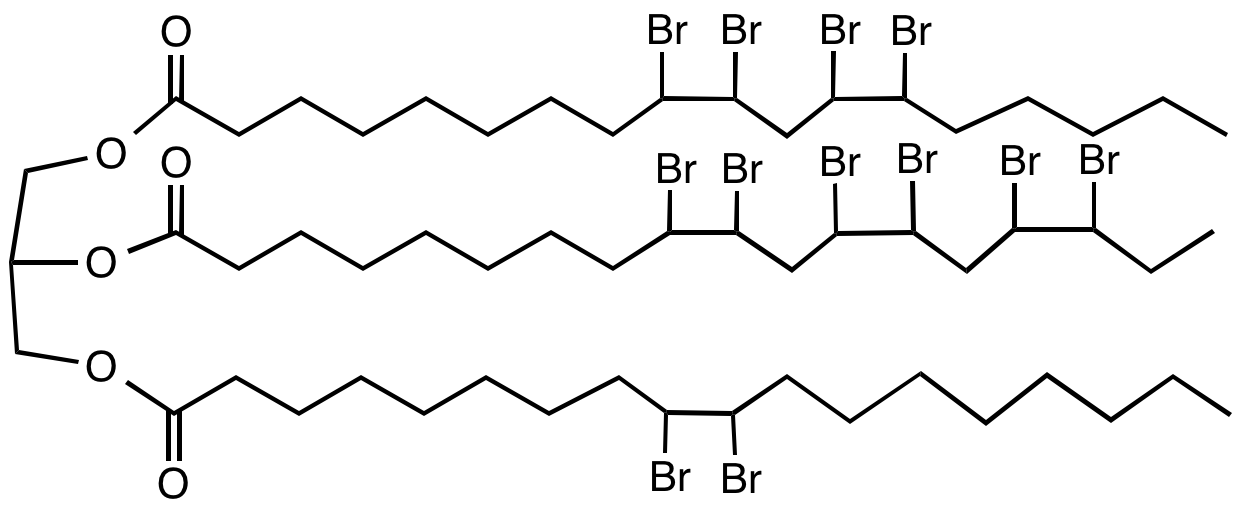
Structure chimique schématique d'un composant représentatif du BVO, comprenant, en partant du haut vers le bas, des esters de glycérol avec différents acides gras bromés (linoléate, linolénoate et oléate).

L'huile végétale bromée est un additif alimentaire (numéro E443) obtenu en faisant réagir des huiles végétales avec du brome élémentaire (Br2). Depuis les années 1920-1930, l'huile végétale bromée est utilisée comme émulsifiant et stabilisant dans les boissons et soda aromatisés aux huiles essentielles d'agrumes. La bromation augmente la densité de l'huile ainsi traitée (1,3 kg/L). Cette huile est mélangée en proportion appropriée avec l'huile d'agrume moins dense qui sinon flotterait normalement à la surface de la boisson. La densité résultante de ce mélange d'huile est proche de celle de l'eau, ce qui facilite sa dispersion dans la phase aqueuse et empêche sa démixtion par flottation sous l'effet de la différence de densité.
Fortement soupçonnée d'être toxique comme la plupart des composés bromés, elle est interdite dans de nombreux pays, mais reste autorisée aux États-Unis et au Canada, où on la trouve dans certaines boissons gazeuses (notamment Powerade, Fanta, etc.). Un cas d'intoxication au brome a été reporté à la suite de l'ingestion de boisson en 2008.
À la suite d'une étude montrant sa toxicité pour la glande thyroïde, elle pourrait finalement être bannie par la Food and Drug Administration (FDA) aux États-Unis. Sa toxicité est soupçonnée par la FDA depuis 1970. La FDA avait déjà déclassifié le BVO (Brominated Vegetable Oil) comme étant sans danger, mais les études toxicologiques manquaient pour la prouver par expérimentation animale. L'examen provisoire du dossier par la FDA s'est éternisé et le dossier est resté en suspens depuis. La raison en incombe essentiellement à la lenteur de l'administration américaine et à l'entrée en vigueur de sa recommandation d'abaisser la concentration en BVO de 150 mg/L à 15 mg/L que l'industrie des sodas avait acceptée.
Finalement, la FDA prend la décision d'interdire l'utilisation de cette substance dans les produits alimentaires américains. Cette décision sera appliquée dès le 2 août 2024, en laissant un délai d'un an aux entreprises pour s'y conformer,.